# Daniel Caspar von Lohenstein
Daniel Caspar von Lohenstein, né le 25 janvier 1635 à Nimptsch et mort le 28 avril 1683 à Breslau, est un juriste, diplomate et écrivain allemand. Figure marquante de la « seconde école silésienne », il est notamment l'auteur de pièces de théâtre où l'influence du classicisme français se fait sentir et d'un roman inachevé d'environ trois mille pages, Grossmüthiger Feldherr Arminius, dont le titre français est Le Magnanime Condottiere Arminius.

## Famille
La famille Casper, en l'occurrence Caspar (en latin Caspari) vient de la principauté de Brieg et ce sont les activités du poète et du diplomate qui l'ont fait connaître. Daniel Caspar est le fils du receveur impérial des douanes Johann Casper, conseiller municipal et prévôt de la ville de Nimptsch et de Susanna Schädel von Greiffenstein. Le père de Lohenstein reçoit l'autorisation de porter blason en 1642 et devient membre de la noblesse le 17 juillet 1670. Est ajouté alors à son patronyme von Lohenstein. Daniel Caspar naît au château de Nimptsch en 1635, où ses parents s'étaient retirés pendant la Guerre de Trente Ans. Il poursuit ses études au lycée Sainte-Marie-Madeleine de Breslau. Le 30 octobre 1657, il épouse Elisabeth Herrmann, fille de Caspar Herrmann, bailli du conseiller de la ville de Breslau. Il a quatre enfants : Helena, Euphrosine, Elisabeth et Daniel.  Il meurt d'apoplexie en 1683 à Breslau.

## Œuvres
- Cypress-Tafel, 1652
- Denk- und Dankaltar, 1652
- Ibrahim, tragédie, 1653
- Rechtsstreit der Schönheit und Freundlichkeit, 1657
- Trauer- und Trostgedanken, 1658
- Schuldiges Ehren-Gedächtnis, 1660
- Cleopatra, tragédie, 1661
- Redender Totenkopf, 1662
- Erlangte Ewigkeit, 1664
- Agrippina, tragédie, 1665
- Epicharis, tragédie, 1665
- Ibrahim Sultan, pièce, 1673
- Blumen, poèmes, 1680
- Geistliche Gedanken, poèmes, 1680
- Trauer- und Lustgedichte, poèmes, 1680
- Sophonisbe, tragédie, 1680
- Großmütiger Feldherr Arminius, roman, 1689-90